# Rally México de 2023
El Rally México de 2023, oficialmente 19.º Rally Guanajuato México, fue la tercera ronda de la temporada 2023 del Campeonato Mundial de Rally. Se celebró del 16 al 19 de marzo y contó con un itinerario de veintitrés tramos sobre tierra que sumaron un total de 320,23 km cronometrados. Fue también la tercera ronda de los campeonatos WRC-2 y WRC-3.
Luego de dos años de ausencia debido a la pandemia de Covid-19 y a los altos costes logísticos, el Rally México regresó al calendario mundialista. Para su regreso la etapa del Autódromo de León se suprimió y en su lugar se disputó una etapa en León de nombre Las Dunas como reemplazo.
El ganador de la prueba por séptima vez fue el francés Sébastien Ogier quien en su segunda participación en la temporada consiguió su segunda victoria en esta temporada. Ogier estaba en una lucha cerrada con el finlandés Esapekka Lappi en la jornada del viernes aprovecho el accidente y posterior aandono de este para hacerse de la punta de la prueba y administrar su renta sobre su compañero de equipo, Elfyn Evans y sobre el bélga Thierry Neuville. La segunda posición de la prueba fue a parar a manos de Neuville quien en el Power Stage superó a Evans quien tuvo problemas durante toda la última jornada de competición, la segunda posición se definió por solo cuatro décimas de segundo a favor del bélga.
En el WRC-2 el ganador de la prueba fue el británico Gus Greensmith quien en su regreso a la categoría se llevó la victoria encabezando el triplete de Škoda en tierras mexicanas. La segunda posición fue a parar a manos del campeón defensor Emil Lindholm quien consiguió la segunda posición en la prueba a bordo de un Škoda Fabia Rally2 evo de vieja generación debido a que por motivos logísticos y económicos no pudo contar con su Škoda Fabia RS Rally2. La tercera posición fue para el ganador de la ronda anterior, Oliver Solberg quien tuvo que conformarse con la tercera posición después de tener problemas que le impidierón luchar por la victoria.
En el WRC-3, el paraguayo Diego Dominguez Jr se hizo con la victoria de una forma inapelable, ganó las veintidós etapas cronometradas válidas de la prueba, imponiedose por más de 19 minutos al canadiense Jason Bailey, el otro participante de la categoría en esta prueba. El tercer puesto no fue ocupado por nadie al solo haber dos participantes en la prueba.

## Lista de inscritos
| Num.                       | Piloto                   | Copiloto                 | Automóvil                | Equipo                   | Neu.                     |
| World Rally Championship   | World Rally Championship | World Rally Championship | World Rally Championship | World Rally Championship | World Rally Championship |
| -------------------------- | ------------------------ | ------------------------ | ------------------------ | ------------------------ | ------------------------ |
| 4                          | Esapekka Lappi           | Janne Ferm               | Hyundai i20 N Rally1     | Hyundai Shell Mobis WRT  | P                        |
| 6                          | Dani Sordo               | Cándido Carrera          | Hyundai i20 N Rally1     | Hyundai Shell Mobis WRT  | P                        |
| 7                          | Pierre-Louis Loubet      | Nicolas Gilsoul          | Ford Puma Rally1         | M-Sport Ford WRT         | P                        |
| 8                          | Ott Tänak                | Martin Järveoja          | Ford Puma Rally1         | M-Sport Ford WRT         | P                        |
| 9                          | Jourdan Serderidis       | Frédéric Miclotte        | Ford Puma Rally1         | M-Sport Ford WRT         | P                        |
| 11                         | Thierry Neuville         | Martijn Wydaeghe         | Hyundai i20 N Rally1     | Hyundai Shell Mobis WRT  | P                        |
| 17                         | Sébastien Ogier          | Vincent Landais          | Toyota GR Yaris Rally1   | Toyota Gazoo Racing WRT  | P                        |
| 18                         | Takamoto Katsuta         | Aaron Johnston           | Toyota GR Yaris Rally1   | Toyota Gazoo Racing WRT  | P                        |
| 33                         | Elfyn Evans              | Scott Martin             | Toyota GR Yaris Rally1   | Toyota Gazoo Racing WRT  | P                        |
| 69                         | Kalle Rovanperä          | Jonne Halttunen          | Toyota GR Yaris Rally1   | Toyota Gazoo Racing WRT  | P                        |
| World Rally Championship 2 |                          |                          |                          |                          |                          |
| 20                         | Gus Greensmith           | Jonas Andersson          | Škoda Fabia RS Rally2    | Gus Greensmith           | P                        |
| 21                         | Oliver Solberg           | Elliott Edmondson        | Škoda Fabia RS Rally2    | Oliver Solberg           | P                        |
| 22                         | Adrien Fourmaux          | Alexandre Coria          | Ford Fiesta Rally2       | M-Sport Ford WRT         | P                        |
| 23                         | Nikolay Gryazin          | Konstantin Aleksandrov   | Škoda Fabia Rally2 evo   | Toksport WRT 2           | P                        |
| 24                         | Emil Lindholm            | Reeta Hämäläinen         | Škoda Fabia Rally2 evo   | Toksport WRT 2           | P                        |
| 25                         | Kajetan Kajetanowicz     | Maciej Szczepaniak       | Škoda Fabia Rally2 evo   | Kajetan Kajetanowicz     | P                        |
| 26                         | Martin Prokop            | Michal Ernst             | Ford Fiesta Rally2       | Martin Prokop            | P                        |
| 27                         | Daniel Chwist            | Kamil Heller             | Škoda Fabia Rally2 evo   | Daniel Chwist            | P                        |
| 28                         | Eduardo Castro           | Fernando Mussano         | Škoda Fabia Rally2 evo   | Eduardo Castro           | P                        |
| 29                         | Jorge Martínez Fontena   | Alberto Alvarez          | Škoda Fabia R5           | Jorge Martínez Fontena   | P                        |
| World Rally Championship 3 |                          |                          |                          |                          |                          |
| 30                         | Diego Dominguez Jr       | Rogelio Peñate           | Ford Fiesta Rally3       | Diego Dominguez Jr       | P                        |
| 37                         | Jason Bailey             | Shayne Peterson          | Ford Fiesta Rally3       | Jason Bailey             | P                        |
| Fuente: ewrc-results.com   |                          |                          |                          |                          |                          |

## Itinerario
| Día                     | Tramo | Nombre                              | Distancia | Ganador                        | Automóvil                                   | Tiempo          | Líder de la general |
| ----------------------- | ----- | ----------------------------------- | --------- | ------------------------------ | ------------------------------------------- | --------------- | ------------------- |
| Día 1 (16 marzo)        | -     | Llano Grande (Shakedown)            | 5.50 km   | Kalle Rovanperä Esapekka Lappi | Toyota GR Yaris Rally1 Hyundai i20 N Rally1 | 3:44.4          | -                   |
| Día 1 (16 marzo)        | SS1   | Street Stage GTO 1                  | 1.12 km   | Ott Tänak                      | Ford Puma Rally1                            | 58.0            | Ott Tänak           |
| Día 1 (16 marzo)        | SS2   | Street Stage GTO 2                  | 1.12 km   | Ott Tänak                      | Ford Puma Rally1                            | 56.2            | Ott Tänak           |
| Día 2 (17 marzo)        | SS3   | El Chocolate 1                      | 31.45 km  | Esapekka Lappi                 | Hyundai i20 N Rally1                        | 22:00.2         | Esapekka Lappi      |
| Día 2 (17 marzo)        | SS4   | Ortega 1                            | 15.61 km  | Sébastien Ogier                | Toyota GR Yaris Rally1                      | 8:27.8          | Esapekka Lappi      |
| Día 2 (17 marzo)        | SS5   | Las Minas 1                         | 13.61 km  | Esapekka Lappi                 | Hyundai i20 N Rally1                        | 8:55.6          | Esapekka Lappi      |
| Día 2 (17 marzo)        | SS6   | El Chocolate 2                      | 31.45 km  | Esapekka Lappi                 | Hyundai i20 N Rally1                        | 21:54.1         | Esapekka Lappi      |
| Día 2 (17 marzo)        | SS7   | Ortega 2                            | 15.61 km  | Sébastien Ogier                | Toyota GR Yaris Rally1                      | 8:20.8          | Esapekka Lappi      |
| Día 2 (17 marzo)        | SS8   | Las Minas 2                         | 13.61 km  | Esapekka Lappi                 | Hyundai i20 N Rally1                        | 8:47.7          | Esapekka Lappi      |
| Día 2 (17 marzo)        | SS9   | Las Dunas Superspecial 1            | 3.84 km   | Esapekka Lappi                 | Hyundai i20 N Rally1                        | 3:15.0          | Esapekka Lappi      |
| Día 2 (17 marzo)        | SS10  | Distrito León Mx Rock & Rally SSS 1 | 2.83 km   | Dani Sordo                     | Hyundai i20 N Rally1                        | 1:29.9          | Esapekka Lappi      |
| Día 3 (18 marzo)        | SS11  | Ibarrilla 1                         | 14.89 km  | Sébastien Ogier                | Toyota GR Yaris Rally1                      | 8:35.6          | Sébastien Ogier     |
| Día 3 (18 marzo)        | SS12  | El Mosquito 1                       | 22.47 km  | Thierry Neuville               | Hyundai i20 N Rally1                        | 14:38.1         | Sébastien Ogier     |
| Día 3 (18 marzo)        | SS13  | Derramadero 1                       | 21.69 km  | Thierry Neuville               | Hyundai i20 N Rally1                        | 12:23.1         | Sébastien Ogier     |
| Día 3 (18 marzo)        | SS14  | Las Dunas Superspecial 2            | 3.84 km   | Thierry Neuville               | Hyundai i20 N Rally1                        | 3:11.4          | Sébastien Ogier     |
| Día 3 (18 marzo)        | SS15  | Ibarrilla 2                         | 14.89 km  | Tramo cancelado                | Tramo cancelado                             | Tramo cancelado | Sébastien Ogier     |
| Día 3 (18 marzo)        | SS16  | El Mosquito 2                       | 22.47 km  | Sébastien Ogier                | Toyota GR Yaris Rally1                      | 14:24.8         | Sébastien Ogier     |
| Día 3 (18 marzo)        | SS17  | Derramadero 2                       | 21.69 km  | Thierry Neuville               | Hyundai i20 N Rally1                        | 12:16.0         | Sébastien Ogier     |
| Día 3 (18 marzo)        | SS18  | Las Dunas Superspecial 3            | 3.84 km   | Ott Tänak                      | Ford Puma Rally1                            | 3:13.6          | Sébastien Ogier     |
| Día 3 (18 marzo)        | SS19  | Distrito León Mx Rock & Rally SSS 2 | 2.83 km   | Ott Tänak                      | Ford Puma Rally1                            | 1:29.6          | Sébastien Ogier     |
| Día 4 (19 marzo)        | SS20  | Las Dunas Superspecial 4            | 3.84 km   | Thierry Neuville               | Hyundai i20 N Rally1                        | 3:10.9          | Sébastien Ogier     |
| Día 4 (19 marzo)        | SS21  | Otates                              | 35.39 km  | Elfyn Evans                    | Toyota GR Yaris Rally1                      | 24:37.7         | Sébastien Ogier     |
| Día 4 (19 marzo)        | SS22  | San Diego                           | 12.56 km  | Thierry Neuville               | Hyundai i20 N Rally1                        | 7:11.8          | Sébastien Ogier     |
| Día 4 (19 marzo)        | SS23  | El Brinco (Live TV) (Power Stage)   | 9.58 km   | Sébastien Ogier                | Toyota GR Yaris Rally1                      | 5:14.8          | Sébastien Ogier     |
| Fuente:ewrc-results.com |       |                                     |           |                                |                                             |                 |                     |

### Power stage
El power stage fue una etapa de 9.58 km al final del rally. Se otorgaron puntos adicionales del Campeonato Mundial a los cinco más rápidos.
| Pos. | Piloto           | Copiloto         | Coche                  | Equipo                  | Tiempo | Puntos |
| ---- | ---------------- | ---------------- | ---------------------- | ----------------------- | ------ | ------ |
| 1    | Sébastien Ogier  | Vincent Landais  | Toyota GR Yaris Rally1 | Toyota Gazoo Racing WRT | 5:14.8 | 5      |
| 2    | Ott Tänak        | Martin Järveoja  | Ford Puma Rally1       | M-Sport Ford WRT        | +2.1   | 4      |
| 3    | Thierry Neuville | Martijn Wydaeghe | Hyundai i20 N Rally1   | Hyundai Shell Mobis WRT | +2.3   | 3      |
| 4    | Kalle Rovanperä  | Jonne Halttunen  | Toyota GR Yaris Rally1 | Toyota Gazoo Racing WRT | +4.5   | 2      |
| 5    | Dani Sordo       | Cándido Carrera  | Hyundai i20 N Rally1   | Hyundai Shell Mobis WRT | +4.7   | 1      |

## Clasificación final
| World Rally Championship   | World Rally Championship | World Rally Championship | World Rally Championship | World Rally Championship | World Rally Championship | World Rally Championship | World Rally Championship |
| Pos.                       | Piloto                   | Copiloto                 | Automóvil                | Equipo                   | Neumático                | Tiempo                   | Puntos                   |
| -------------------------- | ------------------------ | ------------------------ | ------------------------ | ------------------------ | ------------------------ | ------------------------ | ------------------------ |
| 1                          | Sébastien Ogier          | Vincent Landais          | Toyota GR Yaris Rally1   | Toyota Gazoo Racing WRT  | P                        | 3:16:09.4                | 25                       |
| 2                          | Thierry Neuville         | Martijn Wydaeghe         | Hyundai i20 N Rally1     | Hyundai Shell Mobis WRT  | P                        | +27.5                    | 18                       |
| 3                          | Elfyn Evans              | Scott Martin             | Toyota GR Yaris Rally1   | Toyota Gazoo Racing WRT  | P                        | +27.9                    | 15                       |
| 4                          | Kalle Rovanperä          | Jonne Halttunen          | Toyota GR Yaris Rally1   | Toyota Gazoo Racing WRT  | P                        | +1:55.3                  | 12                       |
| 5                          | Dani Sordo               | Cándido Carrera          | Hyundai i20 N Rally1     | Hyundai Shell Mobis WRT  | P                        | +2:58.8                  | 10                       |
| 6                          | Gus Greensmith           | Jonas Andersson          | Škoda Fabia RS Rally2    | Gus Greensmith           | P                        | +12:31.5                 | 8                        |
| 7                          | Emil Lindholm            | Reeta Hämäläinen         | Škoda Fabia Rally2 evo   | Toksport WRT 2           | P                        | +13:04.4                 | 6                        |
| 8                          | Oliver Solberg           | Elliott Edmondson        | Škoda Fabia RS Rally2    | Oliver Solberg           | P                        | +13:37.7                 | 4                        |
| 9                          | Ott Tänak                | Martin Järveoja          | Ford Puma Rally1         | M-Sport Ford WRT         | P                        | +15:19.6                 | 2                        |
| 10                         | Kajetan Kajetanowicz     | Maciej Szczepaniak       | Škoda Fabia Rally2 evo   | Kajetan Kajetanowicz     | P                        | +15:56.6                 | 1                        |
| World Rally Championship 2 |                          |                          |                          |                          |                          |                          |                          |
| 1 (6.)                     | Gus Greensmith           | Jonas Andersson          | Škoda Fabia RS Rally2    | Gus Greensmith           | P                        | 3:28:40.9                | 25                       |
| 2 (7.)                     | Emil Lindholm            | Reeta Hämäläinen         | Škoda Fabia Rally2 evo   | Toksport WRT 2           | P                        | +32.9                    | 18                       |
| 3 (8.)                     | Oliver Solberg           | Elliott Edmondson        | Škoda Fabia RS Rally2    | Oliver Solberg           | P                        | +1:06.2                  | 15                       |
| 4 (10.)                    | Kajetan Kajetanowicz     | Maciej Szczepaniak       | Škoda Fabia Rally2 evo   | Kajetan Kajetanowicz     | P                        | +3:25.1                  | 12                       |
| 5 (11.)                    | Martin Prokop            | Michal Ernst             | Ford Fiesta Rally2       | Martin Prokop            | P                        | +6:24.6                  | 10                       |
| 6 (14.)                    | Jorge Martínez Fontena   | Alberto Alvarez          | Škoda Fabia R5           | Jorge Martínez Fontena   | P                        | +15:35.4                 | 8                        |
| 7 (16.)                    | Adrien Fourmaux          | Alexandre Coria          | Ford Fiesta Rally2       | M-Sport Ford WRT         | P                        | +18:21.6                 | 6                        |
| 8 (18.)                    | Daniel Chwist            | Kamil Heller             | Škoda Fabia Rally2 evo   | Daniel Chwist            | P                        | +23:46.2                 | 4                        |
| 9 (21.)                    | Eduardo Castro           | Fernando Mussano         | Škoda Fabia Rally2 evo   | Eduardo Castro           | P                        | +40:58.0                 | 2                        |
| World Rally Championship 3 |                          |                          |                          |                          |                          |                          |                          |
| 1 (15.)                    | Diego Dominguez Jr       | Rogelio Peñate           | Ford Fiesta Rally3       | Diego Dominguez Jr       | P                        | 3:46:34.2                | 25                       |
| 2 (20.)                    | Jason Bailey             | Shayne Peterson          | Ford Fiesta Rally3       | Jason Bailey             | P                        | +19:25.7                 | 18                       |
| Fuente: ewrc-results.com   |                          |                          |                          |                          |                          |                          |                          |

## Clasificaciones tras el rally
| Posición | Piloto           | Puntos | Cambios de posición |
| -------- | ---------------- | ------ | ------------------- |
| 1        | Sébastien Ogier  | 56     | Crecimiento         |
| 2        | Thierry Neuville | 53     | Crecimiento         |
| 3        | Kalle Rovanperä  | 52     | Decrecimiento       |
| 4        | Ott Tänak        | 47     | Decrecimiento       |
| 5        | Elfyn Evans      | 44     | Decrecimiento       |

| Posición | Equipo                  | Puntos | Cambios de posición |
| -------- | ----------------------- | ------ | ------------------- |
| 1        | Toyota Gazoo Racing WRT | 127    | Sin cambios         |
| 2        | Hyundai Shell Mobis WRT | 100    | Sin cambios         |
| 3        | M-Sport Ford WRT        | 73     | Sin cambios         |